# Warborough

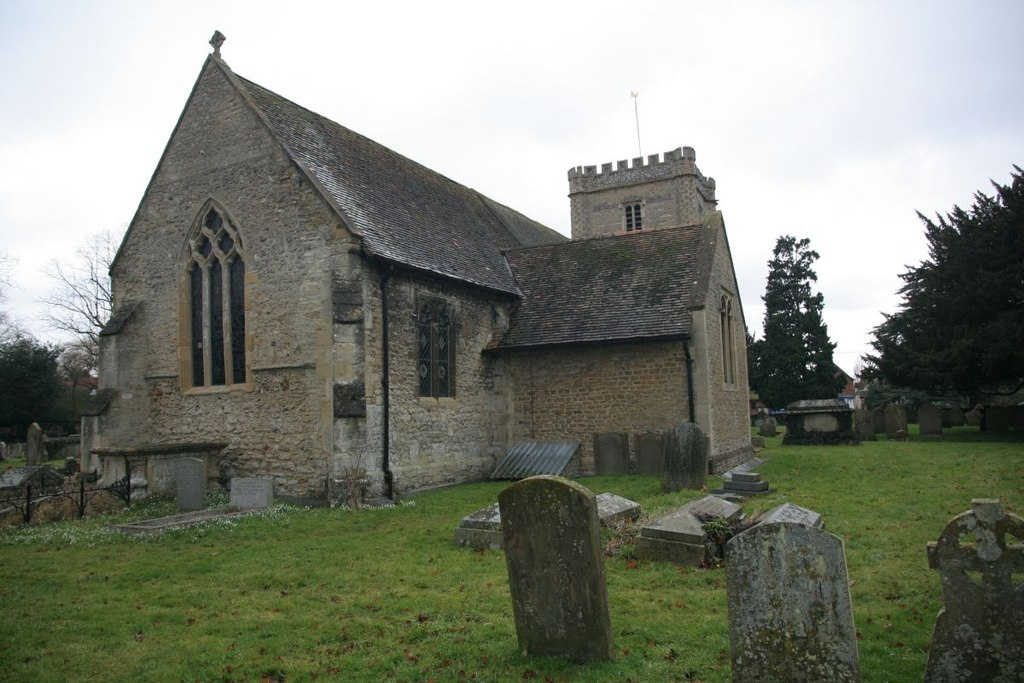
L'église paroissiale.

Warborough est un village et une paroisse civile de l'Oxfordshire, en Angleterre. Il est situé à quatre kilomètres au nord de la ville de Wallingford, et à une quinzaine de kilomètres au sud d'Oxford. Administrativement, il relève du district du South Oxfordshire. La paroisse civile comprend également le hameau voisin de Shillingford, situé sur les berges de la Tamise. Au moment du recensement de 2011, la paroisse comptait 987 habitants.

## Étymologie
Le nom Warborough dérive du vieil anglais weard « garde » (au sens de « monter la garde, surveiller ») et beorg « colline ». Il est attesté au début du XIIIe siècle sous la forme Wardeberg.